# Homi Sethna
Homi Nusserwanji Sethna PhD (hindi: होमी सेठना; 24 août 1923 – 5 septembre 2010) est un scientifique nucléaire et ingénieur chimiste indien, connu pour sa chaire à la Commission de l'énergie atomique de l'Inde (en) au temps du premier test nucléaire de nom de code Bouddha Souriant à Pokharan en 1974 ,. C'était aussi la figure de proue du programme nucléaire civil indien, en particulier pour la construction de centrales nucléaires.

## Distinctions
- 1959: Padma Shri
- 1960: SS Bhatnagar Prize
- 1966: Padma Bhushan
- 1967: University of Michigan Sesquicentennial Award
- 1975: Padma Vibhushan[3]
- 2011: Xavier Ratna